# 朱奉鈗
华阳安惠王朱奉鈗（1557年5月3日—1612年），华阳温懿王朱宣墡庶长子。万历十五年（1587年）封长子。二十八年（1600年）袭封。四十年（1612年）薨。三年后（1615年）由嫡长子朱至漶袭封。